# 90A busz (Budapest)
A budapesti 90A jelzésű autóbusz a Moszkva tér és a Normafa között közlekedett. A vonalat a Budapesti Közlekedési Zrt. üzemeltette.

## Története
A 2008-as paraméterkönyv bevezetésével, augusztus 21-én a 21-es busz 90A jelzéssel közlekedett tovább. 2009-ben, az új paraméterkönyv bevezetésével, 2009. augusztus 22-étől a 90 és 90A járatok a Királyhágó teret nem érintették, mert az Orbánhegyi út helyett az Istenhegyi úton közlekedtek a Böszörményi út és a Szent Orbán tér között.
2010. január 9-étől a Németvölgyi útnál is megállt.
A járat 2011. május 1-jén a 21A jelzést kapta.

## Útvonala
| Normafa felé | Moszkva tér (Várfok utca) felé |
| --- | --- |
| Moszkva tér M (Várfok utca) vá. – Várfok utca – Csaba utca – Krisztina körút – Magyar jakobinusok tere – Alkotás utca – Nagyenyed utca – Istenhegyi út – Költő utca – Diana utca – Eötvös út – Normafa vá. | Normafa vá. – Eötvös út – Hollós út – Mátyás király út – Költő utca – Istenhegyi út – Nagyenyed utca – Alkotás utca – Magyar jakobinusok tere – Krisztina körút – Vérmező út – Moszkva tér M (Várfok utca) vá. |

## Megállóhelyei
Az átszállási kapcsolatok között az azonos útvonalon közlekedő 90-es busz nincsen feltüntetve.
| 0  | Moszkva tér M (Várfok utca) (ma: Széll Kálmán tér) végállomás | 18 | 5, 16, 16A, 22, 22E, 39, 91, 102, 116, 128, 129, 139, 149, 155, 156, 222 4, 6, 18, 59, 59A, 61 781, 782, 783, 784, 785, 786, 787, 789, 795, 801 |
| 2  | Déli pályaudvar M                                             | 16 | 39, 102, 139 18, 59, 59A, 61 Budapest-Déli |
| 3  | Németvölgyi út (ma: Kék Golyó utca)                           | 15 | 39, 102 59, 59A |
| 4  | Galántai utca                                                 | 14 | |
| 5  | Szent Orbán tér                                               | 13 | 102, 112, 212 |
| 6  | Pethényi út                                                   | 11 | 212 |
| 7  | Nógrádi utca                                                  | 10 | 212 |
| 8  | Óra út                                                        | 9  | 212 |
| 9  | Istenhegyi lejtő (↓) Lóránt út (↑)                            | 8  | 212 |
| 10 | Adonis utca                                                   | 7  | 212 60 |
| 11 | Költő utca (ma: Városkút)                                     | 6  | 212 60 |
| 12 | Svábhegy (↓) Svábhegy, fogaskerekű (↑)                        | 5  | 212 60 |
| 13 | Ordas út                                                      | 4  | |
| 14 | Őzike köz                                                     | 3  | |
| 15 | Fülemile út                                                   | 2  | |
| 16 | Normafa, Gyermekvasút                                         | 1  | Gyermekvasút |
| 18 | Normafa végállomás                                            | 0  | |